# Инце, Отто Адольф Людвиг
Отто Адольф Людвиг Инце (нем. Otto Adolf Ludwig Intze; 17 мая 1843, Лаге, Мекленбург — 28 декабря 1904, Ахен) — немецкий инженер.
В юности работал чертёжником на строительстве железной дороги Рига—Динабург, затем учился инженерному делу и архитектуре в Ганновере. С 1870 года профессор инженерных наук в Высшей технической школе Аахена, в 1895—1898 гг. её ректор. Специалист по проектированию, прежде всего, плотин и водонапорных башен, а также фабрик и газовых резервуаров.
Из его многочисленных сочинений наиболее важны: «Таблицы и примеры для рационального применения стали в строительных конструкциях» (нем. «Tabellen und Beispiele für die rationelle Verwendung des Eisens zu Baukonstructionen»; Берлин, 1877); «Наилучшее использование воды и водяной силы» (нем. «Die bessere Ausnützung des Wassers und der Wasserkräfte»; Берлин, 1888); «Водные условия Восточной Пруссии» (нем. «Die Wasserverhältnisse Ostpreussens»; Берлин, 1894); «Развитие плотиностроения в Рейнланде и Вестфалии к 1903 году» (нем. «Entwicklung des Thalsperrenbaus in Rheinland und Westfalen bis 1903»; Аахен, 1903) и др.